# 椿織さとみ
椿織 さとみ（つばきおり さとみ）は、日本のAV女優。BELLTECH所属。

## 略歴・人物
2017年5月、Fitchの専属女優としてデビューした小柄でぽっちゃり体型の巨乳AV女優。
2018年3月、ツイッターのアカウントが突如削除された。

## 出演作品

### イメージDVD
- 『AV無理』 真面目で大人しい超敏感Gカップ美少女のロリおっぱい 完全狙い撃ち ずきゅーん（2017年4月7日、未満）※「さとみ」名義

### アダルトDVD
2017年
- Fitch専属 ふんわり柔らか 天然Hカップ 新人 椿織さとみAVデビュー（5月13日、Fitch）
- 本気汁が白濁するほど深イキするねっとり濃厚ディープファック（6月13日、Fitch）
- ぬるテカおっぱいでご奉仕してくれるむっちりかわいい爆乳メイド（7月13日、Fitch）
- 乳狂い 101cmHカップ生ハメ奉仕（10月1日、Fitch）
- 貴方だけを見つめ続ける 淫語中出しソープ（10月19日、Fitch）
- 爆乳日焼けあとNTR乱交 ゼミの合宿で男全員に寝取られてしまった僕の彼女（11月13日、Fitch）
- 僕らの性欲をまるごと飲み干す! 爆乳ごっくん委員長（12月13日、Fitch）

2018年
- 僕の事が大好き過ぎて家中どこでも誘惑してくる妻の妹（1月13日、Fitch）
- パイパン剥き出し爆乳水着（2月13日、Fitch）
- おっパブなのにまさかの本番アリ!? こっそり生ハメ中出しさせてくれる爆乳キャスト（3月19日、Fitch）
- 寸止め淫語爆乳レズビアン 家庭教師に焦らされながら禁断の快楽に引きずりこまれて…（4月13日、Fitch）
- 絶対乳首をお留守にしないずっと弄くりこねくりSEX（5月1日、Fitch）
- オヤジの濃厚テクでイクイク体質にされた爆乳女子大生（6月1日、Fitch）

2019年
- ふんわり柔肌爆乳グラマラス 椿織さとみBEST8時間（1月1日、Fitch）※単体ベスト

## 雑誌
- 実話大報 2017年9月号（ジーオーティー） - インタビュー